# Прибутковий будинок Шапіро
Прибутковий будинок Шапіро (рум. Casa de raport a lui Shapiro) — прибутковий будинок на вулиці Бухарестській, 60, у Кишиневі, в історичному центрі міста. Пам'ятка архітектури Республіки Молдова. Комплекс складається з двох будівель — «А» та «B». У 1907—1940 роках будинок належав родині Шапіро-Розенфельдів.

## Історія
Будівля «А»
Сучасна споруда зведена на місці колишньої будівлі середини XIX століття, викупленої архітектором Цалелем Ґінґером 1897 року і перебудованої за його проєктом до 1899 року. 1907 року Ґінґер продав будинок родині Шапіро-Розенфельдів. Їм вона належала до радянської націоналізації у 1940 році. Ініціали архітектора («Ц. Г.») донині можна побачити на будівлі.
З 1944 року у будинку знаходилася таємна в'язниця Міністерства державної безпеки СРСР. З 1952 року в будинку були квартири для співробітників КДБ. Відтоді він опустів.
Будівля «B»
Сучасна будівля була зведена на розі сучасних вулиць Бухарестська та Влайку Пиркелаб на місці споруди середини XIX століття. 1904 року стару будівлю було знесено. Ділянку викупив купець Іцко Зоніс. Пізніше родина Шапіро викупила цю будівлю від Зоніса і з'єднала її з будівлею «А».

## Опис
Будівля «А»
Будинок побудований в прямокутному плані, на два поверхи. Вікна та двері розміщені у дев'ятьох композиційних осях. Над балконами розміщені два портики з двома коринфськими колонами на кожному. Фасад насичений пластичними деталями: декоративними бордюрами, фільонками, виступами, що надають будівлі монументальності.
Будівля «B»
Двоповерхова будівля побудована прямокутної форми на розі мікрорайону. Є в'їзди з вулиці Бухарестської, а головні ворота — з вулиці Влайку Пиркелаб. Фасади з різноманітною симетричною композицією мають боковий і центральний резаліт. Входи мають вигляд портиків із двох колон, які підтримують балкони першого поверху.